# Hydrangea petiolaris
Hortensia grimpant
Espèce
Hydrangea petiolaris, l’Hortensia grimpant, est une espèce de plantes à fleurs de la famille des Hydrangeaceae originaire du Japon, de Corée et de l'île de Sakhaline (à l'extrême est de la Sibérie, dans l'Extrême-Orient russe).
Hydrangea petiolaris est parfois considérée comme une sous-espèce d’Hydrangea anomala sous le taxon Hydrangea anomala subsp. petiolaris mais Hydrangea anomala est d'une taille plus petite (12 m au maximum) et le diamètre de ses corymbes floraux ne dépassent pas 15 cm.

## Description
Hydrangea petiolaris est une plante grimpante ligneuse vigoureuse, atteignant 9 à 15 m de hauteur pour une large d'environ 2 m. Dans son habitat d'origine, cette plante s'accroche aux arbres et parois rocheuses, par de petites racines aériennes.
Les feuilles, caduques, de 4 à 11 cm de longueur et de 3 à 8 cm de largeur, sont ovales, cordées à la base, pointues au sommet, et munies d'un bord grossièrement denté.
La floraison a lieu en milieu d'été. Les corymbes sont plats, ont 15 à 25 cm de diamètre, chacun regroupant, sur son pourtour, quelques fleurs, blanches stériles de 2 à 5 cm, et en son centre de nombreuses petites fleurs fertiles blanc cassé de quelques millimètres. Le fruit, une capsule sèche en forme d'urne de quelques millimètres, contient plusieurs petites graines ailées.

## Culture
Hydrangea petiolaris est cultivée comme plante d'ornement en Europe et en Amérique du Nord, sur des murs de maçonnerie ou des treillis ou des clôtures robustes. Un ensoleillement du matin suivi d'ombre l'après-midi est l'idéal, mais cette plante supporte les zones ombragées orientées au nord avec peu ou pas de soleil. Ses radicelles, moins solides que celles d'autres plantes grimpantes, peuvent être aidées par des attaches de jardinage. La plante peut être taillée en espalier, appliquée contre son support. Taillées pendant la floraison, les fleurs peuvent être mises en bouquets.
Hydrangeo petiolaris peut aussi être utilisé en couvre-sol sur une surface pouvant aller jusqu'à 20 m2.
Cette plante peut supporter des températures comprises entre −30 °C et +30 °C.
Les jeunes feuilles d’Hydrangeo petiolaris sont comestibles une fois cuites. Au goût de concombre, elles sont parfois ajoutées au miso au Japon.

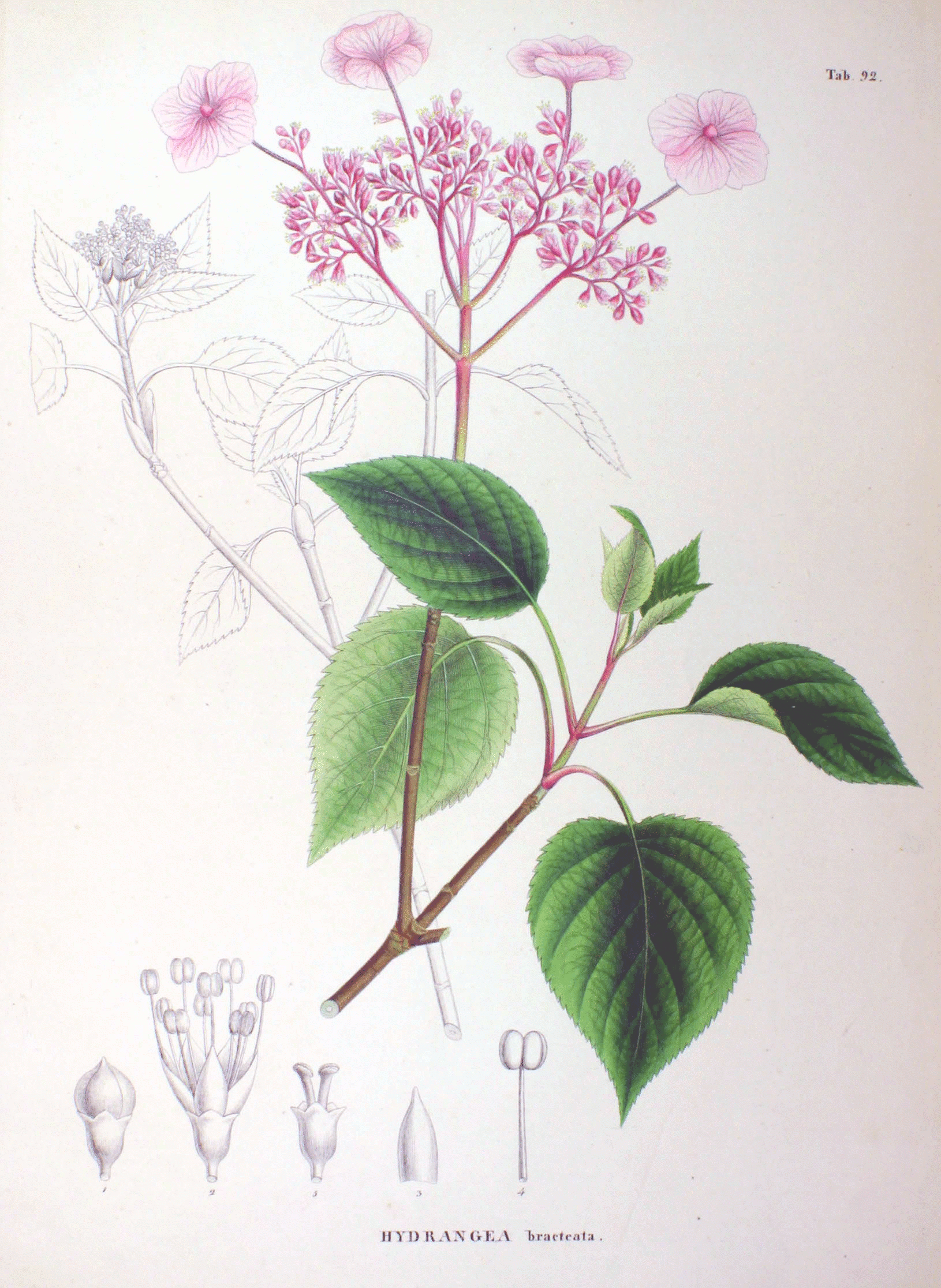
Illustration botanique.
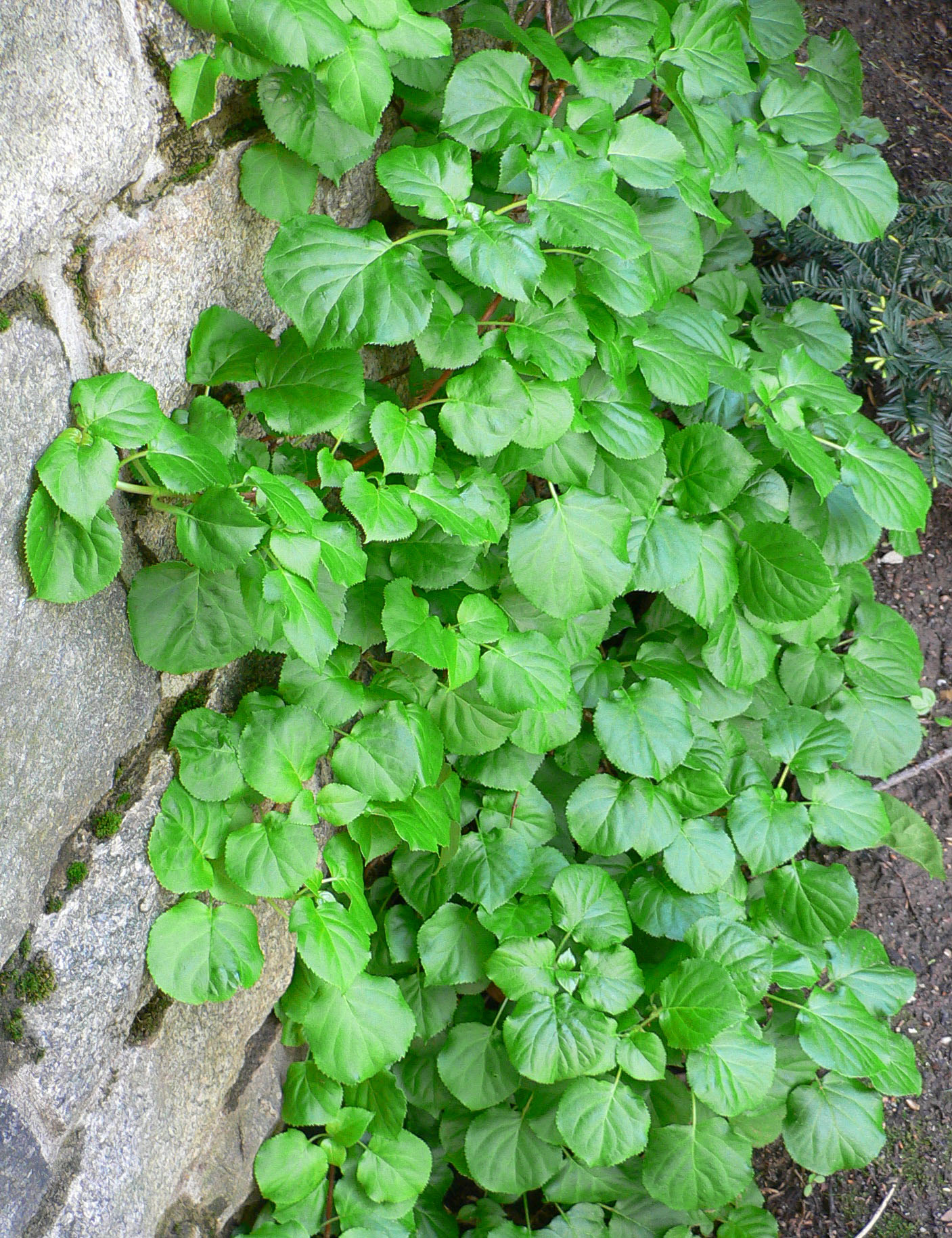
Sur un mur de jardin.
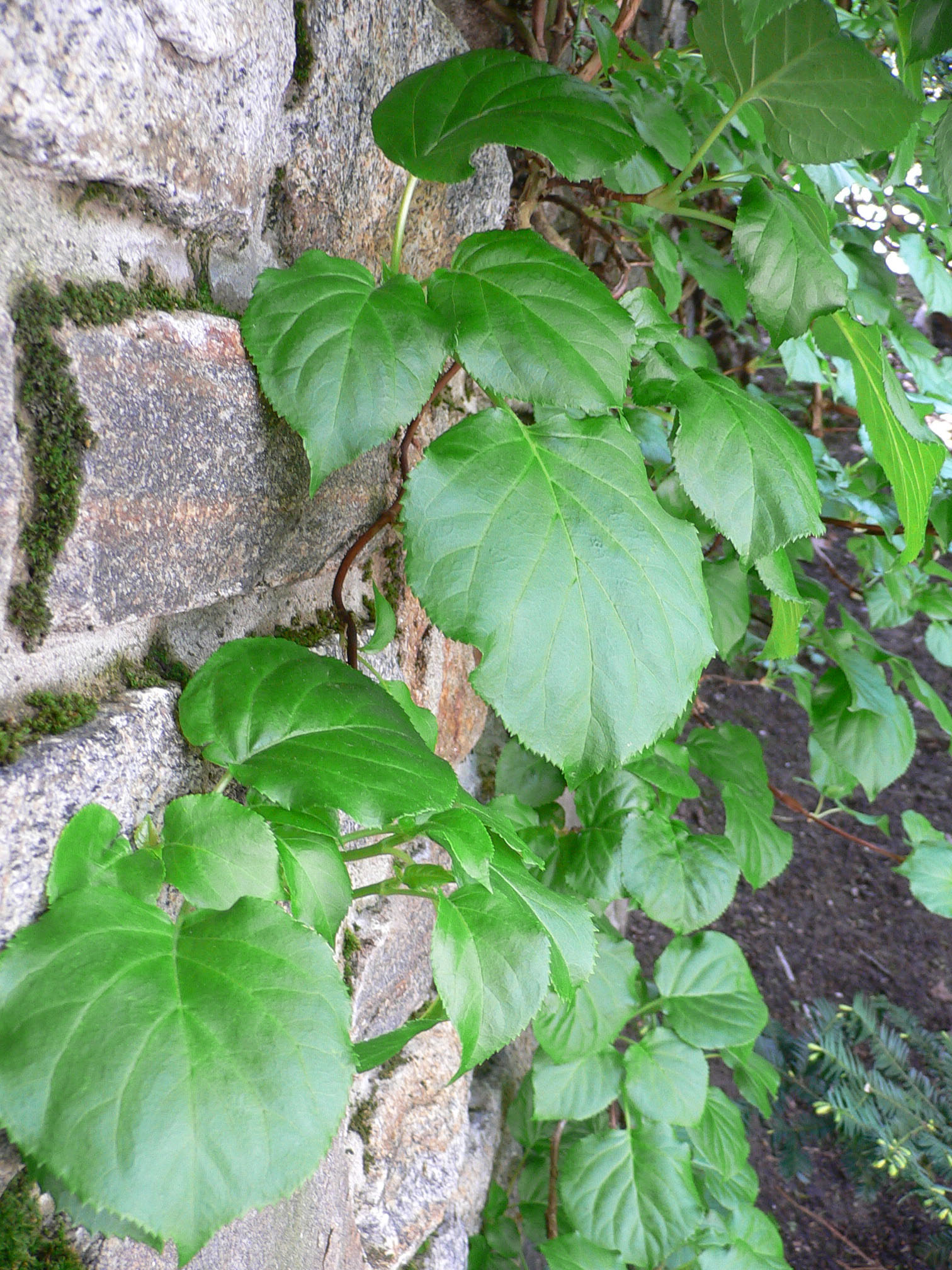
Feuillage.

## Dénominations
Ce taxon porte en français le nom vernaculaire ou normalisé suivant : Hortensia grimpant,,.

## Systématique
Le nom correct complet (avec auteur) de ce taxon est Hydrangea petiolaris Siebold & Zucc..
Hydrangea petiolaris a pour synonymes :
- Calyptranthe petiolaris var. cordifolia (Siebold & Zucc.) Nakai
- Calyptranthe petiolaris var. ovalifolia (Franch. & Sav.) Nakai
- Calyptranthe petiolaris (Siebold & Zucc.) H.Ohba & S.Akiyama
- Calyptranthe petiolaris (Siebold & Zucc.) Nakai
- Hydrangea anomala subsp. petiolaris (Siebold & Zucc.) E.M.Mc Clint.
- Hydrangea anomala subsp. petiolaris (Siebold & Zucc.) E.M.McClint.
- Hydrangea anomala var. megaphylla J.M.H.Shaw
- Hydrangea anomala var. ovalifolia (Franch. & Sav.) J.M.H.Shaw
- Hydrangea bracteata Siebold & Zucc.
- Hydrangea cordifolia Siebold & Zucc.
- Hydrangea petiolaris var. bracteata (Siebold & Zucc.) Franch. & Sav.
- Hydrangea petiolaris var. cordifolia (Siebold & Zucc.) Franch. & Sav.
- Hydrangea petiolaris var. ovalifolia Franch. & Sav.
- Hydrangea scandens var. cordifolia (Siebold & Zucc.) Maxim.
- Hydrangea scandens var. petiolaris (Siebold & Zucc.) Maxim.
- Hydrangea scandens Maxim.
- Hydrangea tiliifolia H.Lév.

### Étymologie
Le mot grec hydrangea signifie « récipient à eau », en référence à la forme de ses capsules de graines.